# 少年佣兵团
《少年佣兵团》（日语：ゼルドナーシルト，德文的转写）是由世嘉公司在1997年9月25日开始发售的世嘉土星用战略角色扮演游戏。企划、制作是由光荣游戏公司（現光荣特库摩）担当。从1998年3月19日光荣将其改名为《少年佣兵团Special》并在PlayStation版开始发售、体系被分类成该公司独特的游戏类型“光荣新纪元”（REKOEITION）。
由一介佣兵起身，以大陆统一为目标，是本作的目的。与以往的战略角色扮演游戏游戏（特别是光荣的那些）不同，不能直接参与内政和外交，而是以佣兵的视角来推动整个国家。这种游戏风格受到了粉丝们狂热的欢迎。

## 故事背景
舞台为一个叫做利古里亚大陆的架空大陆。在这片大陆的西部很久以前，拉格尔王国和神圣拉那帝国两大势力相互制衡而维持着和平。然而，大陆历939年，拉格尔王国国王卡尔八世的猝死，事态被完全改变。卡尔八世的后继者是年仅1岁的卡尔九世，克洛维斯侯爵作为摄政就职后，不满此事的贵族们发表了从拉格尔王国分离的独立宣言，建立了萨克森公国。在这之后，稳健派贵族们也独立出来，建立了埃斯达尼亚共和国，拉格尔王国完全的分裂了。
另一方面，神圣拉那帝国停止了东方殖民政策，伺机称霸大陆。两大国之间的诸国也同时开始了军事活动，大陆全境就像被扔入了战乱的坩埚。
主人公为了将这个乱世打上休止符而率领佣兵团侍奉于特定的国家，势必要将大陆引导统一。

## 游戏玩法

### 游戏的进展
以一个月为一回合进行城市间移动、工作任务和战斗等动作。
中队长时代
游戏开始的3个月（3回合）要作为猛虎佣兵团的中队长渡过。这一时期不能选择工作，城市间的移动也是强制的，教学性的时期。
佣兵队长时代
951年3月的任务结束后，主人公继承猛虎佣兵团的团长施泰因道夫遗志，成为了新团长。从这时开始可以自由地在城市间移动，而且工作内容页变得可以选择了。但是中队长限定在6个人（951年7月）不能接太多任务。另外，伴随着隐藏的战功值和辅佐的国家势力的扩大等，也会有强制执行的任务。
战功值和对特定国家的贡献度到达一定程度就会被招揽为骑士。答应的话就会成为骑士，拒绝的话还是作为佣兵以统一大陆为目标。
此外，作为隐藏参数的罪恶值到达一定程度，保持佣兵进入954年的话就会闯入坏结局。罪恶值是与猛虎佣兵团的理想相悖的行为（屠杀市民或被收买等）、进行四面讨好的战略会上升、向教会进行捐赠会减少。
骑士团长时代
接受任职骑士的录用后，主人公会成为骑士，部队名称也从猛虎佣兵团变更为○○骑士团。成为骑士后城市间的移动部分会消失，会持续留在首都。另外，工作的种类也会按以下顺序固定，在进入任务前会补充100人左右的士兵。
- 防卫线突破
- 与血烟佣兵团的决战
- 敌国首都攻略1
- 各国的任务（影响结尾）
- 与葬送佣兵团的决战
- 敌国首都攻略2
- 内战（本国骑士团和正规军的战斗）

另外，最后的任务会根据到以前的选择和任务是否达成，自动选择反叛军或者反叛镇压军。而且根据以前的对答和任务与否影响大陆和平后好结局或者预见新战乱的爆发而成为「不太好的结局」。

### 一个月的流动
这个月开始后从决定要停留的城市开始。一确定好城市，便可利用城市里的设施。在公会承接工作，任务结束后，进入宿屋让这个月的行动全部结束是最基本的。在教会学习魔法、在商店购入物品、在训练所学习必杀技、在酒馆雇佣小队长或向歌姬馈赠礼物（歌姬的亲密度上升后可以入手平常买不到的物品）等的行动可以进行。

### 战斗
战场画面是由正方形的地图构成。中队伙伴接触后，选择开始攻击便开始了集团战斗。

#### 基本体系
一个中队有一～三个小队（一个小队由小队长和士兵25人（最大）组成。另外，中队长也兼任一个小队的小队长）构成。中队长不能变更，组成中队的小队只可以在进入战斗画面前进行换人、队列变更。战场画面以中队为单位，在集团战斗中以每个小队或者向全小队发出指令。
满足胜利条件的话就会变成我军胜利，隐藏的战功值和效力国家的贡献度（根据不同的任务也会有罪恶值）上升，敌对国家的贡献度便会下降。另外，还会以公会契约上金额的2倍支付。胜利条件有很好理解的全灭敌人中队、歼灭敌人特定的中队、保护我军中队移动到指定位置。另一方面，也有失败的条件。多数为主人公的中队被歼灭、要保护的中队被消灭、甚至也有允许敌人中队退却而失败的情况。主人公的中队败退的话游戏便会结束，只有不是这种情况游戏就可以继续。

#### 战场场面
回合制的战场画面，主要动作有中队的移动、神圣兵・黑暗兵的召唤、恢复魔法的使用。 也可以执行各种情报・胜败条件的确认和存储・读取等操作。特别是根据事件的不同胜败的条件会被改变，所以请认真的做好确认。还有，不进行战斗和使用魔法而待机的话，可以上升中队的士气。士气直接联系着集团战的攻击力，如果有空余的部队的话待机也是很重要的。

#### 移动时的注意
因为有地域的限制，对于进行敌人中队的歼灭、同伙的护援需要灵活地掌握地形因素。如果我方中队只以骑兵构成的话会增加移动力，在平地也会更加有效率的移动。

#### 集团战斗
集团战斗为即时战斗。中队同伴接触后，选择开始攻击便开始了集团战斗。接触敌方最前列的小队后会自动攻击敌方小队。集团战斗里时间限制，在时间内进行集团战斗的小队长的小球点数变成0的话，这个小队被歼灭。中队长的这个数值变成0的话，即使其他小队毫发无损这个中队也会被歼灭。想把小队长或者中队长的小球点数变为0，必须将其所属的士兵全部消灭。在这之上继续攻击的话就可以将其消灭。时间内没有将其解决的话会变为平局，留到下一回合在分出胜负。
另外，我方的小队长被打倒时会根据情况有死亡的事情发生，中队长因为关联着事件所以不会死亡。
集团战斗之际攻击力是根据兵种的相克、兵种的能力、士气、士兵数量、指挥官的指挥能力、我军的位置（向敌阵前进可以抑制士气下降，往自阵后退会提高防御力）、地形来决定的。
在集团战斗发出指令的时候，会消耗掉叫做命令点数的东西。命令点数到限制时间结束为止会持续上升。另外，命令点数不够的情况下无法发出指令。可以指示小队的前进和后退、防御（在原地待机），队伍的交替，魔法和弓攻击的指令。虽然有关移动的指令不需要多少命令点数，但强大的魔法则会消耗很多的命令点数。

#### 兵种与相克
兵种有骑兵、步兵、枪兵、弓兵、神圣兵、黑暗兵6种。小队长率领的兵种是预先固定好的，不能变更，比起升级尽量选择率领更优秀兵种的指挥官更好。另外，主人公根据游戏开始时的设定，骑兵、步兵、枪兵、弓兵全部可以选择（后来被固定）。同时，有事件的角色的兵种也可以变更。
兵种有着各种各样的相克，骑兵强于步兵，步兵强于枪兵，枪兵强于骑兵是最基本的兵种相克。另外，弓兵对任何兵种都是最弱的，黑暗兵对神圣兵以外的所有的兵种都很强，神圣兵强于暗黑兵。在集体战斗中随着这种相克，队列的更换也很重要。

### Special中的变更点
作为《少年佣兵团Special》发售的PlayStation版，可以看到若干的追加与变更。另外，硬件上的规格变化在这里省略。
- 涉及斯麦利、高鲁达斯（コルテス）、伊莎贝拉三人的事件，以及这3人和我军小队长使用魔法之际加入声优。
- 追加BGM。
- 追加存储卡存储功能。
- 追加和修正我军小队长和歌姬的介绍。
- 好结局时，播放工作人员列表
- 修改游戏平衡性，能够清楚判别的地方，魔法攻击力稍微有所削弱